# Decubitus

Decubitus of druknecrose, doorligwond, drukwond of bedzeer is het ontstaan van wonden ten gevolge van druk-, schuif- of wrijfkrachten of combinatie ervan op het weefsel. Door voortdurende druk worden kleine bloedvaatjes dichtgedrukt. Het weefsel krijgt dan te weinig zuurstof en voedingsstoffen met als gevolg dat de huid en onderliggende weefsels afsterven. Het is dus niet zozeer een huidletsel (al gaat het daarmee wel gepaard), maar wel een afsterven van onderhuids weefsel en spieren.
Factoren die bijdragen aan het ontstaan van decubitus zijn de duur van de druk op het weefsel, de kracht van de druk- of schuifkrachten, voedingstoestand, mate van bewustzijn, mobiliteit, doorbloeding, het gewicht van de persoon, weefseltolerantie en medicijngebruik.
Er zijn plaatsen op het lichaam die extra gevoelig zijn voor decubitus. Dit zijn met name plaatsen waar het botweefsel dicht aan de oppervlakte ligt; stuit, hielen, ellebogen, schouderblad, heup, enkel en achterhoofd, maar ook andere plaatsen waar langdurig druk wordt uitgeoefend op het lichaam.
Wanneer een patiënt in een ziekenhuis decubitus krijgt, verlengt dat de verpleegduur. Bovendien hebben patiënten met decubitus relatief veel zorg nodig.

## Algemeen
Het verschijnsel decubitus is al zo oud als de mensheid: bij mummies uit het oude Egypte werd de aandoening reeds gevonden. De Nederlandse chirurg Fabricius Hildanus schreef in 1593 in zijn Decubitum gangraena et sphaleco tractatus methodicus, over meerdere oorzaken waardoor decubitus kon ontstaan:
- oorzaken van buitenaf
- oorzaken van binnenuit
- onderbrekingen in bloed en voedseltoevoer.

Het woord decubitus werd in 1777 geïntroduceerd door Wohlleben. Hij sprak van gangraena per decubitum, hetgeen wil zeggen: weefselversterf door te gaan liggen. Later werd vastgesteld dat liggen niet de enige oorzaak is van decubitus; de observatie van Wohlleben was dus onvolledig.
Decubitus wordt in een consensusdocument van het Nederlandse Centraal BegeleidingsOrgaan (CBO) in 2002 als volgt gedefinieerd: Onder decubitus wordt verstaan iedere vorm van weefselversterf, veroorzaakt door de inwerking op het lichaam van druk-, schuif- en wrijfkrachten, of een combinatie daarvan.
Aan decubitus gaan dus weefselveranderingen vooraf. Het is belangrijk om deze veranderingen in een vroeg stadium te onderkennen zodat op tijd maatregelen kunnen worden genomen. Daarnaast is het essentieel om de risicofactoren te herkennen.
Hoewel niet altijd, kan decubitus in veel gevallen voorkomen worden. Decubitus betekent voor de patiënt vaak langdurig pijn en overlast. Economisch gezien zorgt de aandoening in de gezondheidszorg voor een sterke toename van de zorgbehoefte en daardoor een explosieve kostenstijging.

## Oorzaken
- Druk op de weefsels
- Schuif- en wrijfkrachten op en in de weefsels

Onder normale omstandigheden treedt bij aanhoudende druk op de weefsels een pijnprikkel op als gevolg van zuurstoftekort. Iemand die lang staat zal daarom, vaak onbewust, regelmatig van standbeen veranderen. Iemand die lang zit zal regelmatig zijn houding wijzigen. Iemand die slaapt zal ongeveer elk kwartier een andere houding aannemen.
Bij kortdurende hoge drukbelastingen kan, maar vooral bij langdurig aanhoudende druk zal de doorbloeding tekortschieten en weefselnecrose ontstaan.
Een en ander zal nog worden versneld wanneer de bloedvaatjes door de schuif- en wrijfkrachten worden afgeknikt of afgescheurd. Het zijn vaak kleinigheden die een decubitus kunnen uitlokken. Zo kan bij een plooi in het onderlaken of als de patiënt op een katheterslang ligt plaatselijk een gevaarlijke drukverhoging optreden. Wanneer een patiënt rechtop in de kussens wordt gezet moet hij worden getild en niet over de onderlaag worden geschoven. Dit ter voorkoming van onnodige schuif- en wrijfkrachten. Om dezelfde reden moet een patiënt in bed of in een rolstoel rechtop zitten en niet onderuit kunnen zakken.
In een vochtige omgeving neemt de weerstand tussen huid en contactlaag toe. De kans op beschadigende schuif- en wrijfkrachten wordt hierdoor vergroot. Bij transpireren, door koorts of hoge omgevingstemperatuur, moet daarom worden gezorgd voor voldoende ventilatie. Wanneer de vochtigheid het gevolg is van incontinentie van de patiënt, neemt het decubitusrisico extra toe omdat de huid door de inwerking van de urine extra kwetsbaar wordt voor mechanische beschadiging en infectie. Indien de patiënt incontinent is voor urine én ontlasting dan is het risico nog groter.

## Risicofactoren
- bedlegerig zijn, rolstoelgebruikers of anderen die langdurig in dezelfde positie zitten of liggen;
- last hebben van overgewicht of juist extreem mager zijn;
- problemen hebben met vocht zoals overmatig zweten en incontinentie;
- onvoldoende hygiëne;
- bij voortijdig geboren kinderen is er door de dunne huid en algemene kwetsbaarheid een grotere kans dat zich decubituswonden ontwikkelen.

Kruimels (in bed of rolstoel), kledij, juwelen, plooien in de onderlaag van het bed of de stoel kunnen bijkomende druk en huidbeschadiging geven. Verder spelen ook onvoorzichtigheid van de zorgverleners, de algemene toestand van de persoon, doorbloedingsstoornissen, voedingsstoornissen (tekort aan bijvoorbeeld eiwitten, vitaminen of vocht), gevoelsstoornissen van de huid, koorts (verhoogde lichaamstemperatuur en transpiratie) een rol.
Decubituswonden genezen over het algemeen slecht zolang de persoon met de wonden in een slechte voedingstoestand is, steeds dezelfde lichaamshouding heeft of steeds op dezelfde plaats iets heeft wat druk op het weefsel kan uitoefenen, kortom zolang de oorzaak van de wonde op zich niet weggenomen wordt. Om decubitus te bestrijden en te voorkomen is het essentieel dat de druk- en schuifkrachten, en de duur van de druk zo laag mogelijk blijven. Dit is te bewerkstelligen door zogenoemde wisselligging. Door van houding te veranderen wordt er een ander deel van het lichaam belast met het gewicht van het lichaam en kan het weefsel zich herstellen van de uitgeoefende drukkrachten.

## Patiënt met een verhoogd risico
Op grond van bovenstaande oorzaken en risicofactoren kan een aantal patiëntencategorieën onderscheiden worden met een verhoogd risico op decubitus.

### Patiënten die onvoldoende in staat zijn zelfstandig te bewegen
Patiënten die niet of onvoldoende reageren op de onaangename sensaties van druk; dit komt voor bij:
- bewusteloosheid
- ernstige neurologische aandoeningen met motorische uitval, bijvoorbeeld dwarslaesie- en hemiplegiepatiënten
- minder mobiele patiënten door ernstige reumatoïde artritis
- gedwongen immobiliteit na fractuur of operatie
- afgenomen reactievermogen ten gevolge van bepaalde psychofarmaca

### Patiënten die langdurig hoge druk verdragen
Patiënten die niet voelen dat ze doorliggen; deels vindt een overlapping plaats met hierboven genoemde patiëntencategorieën, het komt voor bij:
- insufficiënte pijnsensatie
- bewusteloosheid
- ernstige neurologische aandoeningen met sensibiliteitsuitval zoals dwarslaesie- en hemiplegiepatiënten
- patiënten die kalmeringsmiddelen, slaapmiddelen of pijnstillers gebruiken
- patiënten met diabetes mellitus met als complicatie polyneuropathie en microangiopathie. Gevoelsstoornissen en insufficiënte doorbloeding doen zich met name voor aan de voeten van deze patiënten. Dit betekent dat er een extra risico bestaat op het ontstaan van drukulcera/decubitus aan de voeten.

### Patiënten met een verlaagde tolerantie voor druk
Bij patiënten met een verlaagde tolerantie voor druk beschadigen huidweefsel en onderhuidsweefsel eerder dan onder normale omstandigheden; dit komt voor bij:
- ontoereikende circulatie (atherosclerose, hypotensie, oedeem)
- metabole stoornissen (bv. diabetes) en anemie
- voedingsdeficiënties/cachectische patiënten/katabole patiënten met een negatieve stikstofbalans
- atrofie van de huid na gebruik van corticosteroïden.

### Patiënten met specifieke kenmerken, waarbij de combinatie met andere factoren leidt tot decubitus
- patiënten met ondergewicht
- patiënten met obesitas
- hoogbejaarde patiënten
- (langdurig bedlegerige) patiënten met hypotonie en spieratrofie
- patiënten met ernstige longaandoeningen, waardoor een verminderde zuurstofsaturatie in alle weefsels
- patiënten met ernstige anatomische afwijkingen als kyfose, scoliose en contracturen
- patiënten met spasmen.

### Patiënten waarbij door verhoogde vochtigheid of temperatuur eerder huidbeschadiging optreedt
- incontinentie
- koorts/zweten
- zeer dikke patiënten met smetplekken.

## Classificatiesysteem
Sinds 2009 is er een internationaal decubitusclassificatiesysteem waarmee de mate van beschadiging kan worden ingedeeld in vier categorieën:
- I: Roodheid van de intacte huid, niet wegdrukbaar. Verkleuring van de huid, warmte, oedeem en verharding van het weefsel zijn andere mogelijke kenmerken.
- II: Huidletsel dat zich beperkt tot de opperhuid en met blaarvorming en/of ontvelling. Ook een opengesprongen blaar wordt tot stadium 2 gerekend.
- III: Huiddefect met schade of necrose (weefselversterf) van huid en onderhuids weefsel. De schade kan zich uitstrekken tot aan het onderliggende bindweefselvlies. Klinisch is het letsel zichtbaar als een krater, al dan niet met ondermijning van het aanpalende weefsel.
- IV: Uitgebreide weefselschade of weefselversterf aan spieren, botweefsel of ondersteunende weefsels. Het letsel van de huid behelst de volledige huiddikte.

De vier stadia worden beschouwd als vier verschijningsvormen van decubitus, niet als fasen die noodzakelijk op elkaar volgen. Het begin stadium kan soms een blaar zijn, of meteen een oppervlakkige of zelfs diepe decubituswond. Onder omstandigheden kan een blaar direct evolueren tot een zwarte plek van afgestorven weefsel.

## Preventie en behandeling
Decubitus is in een groot aantal gevallen te voorkomen door consequent erop toe te zien dat het lichaam regelmatig van houding verandert (bijvoorbeeld door iedere vier uur wisselligging toe te passen), ervoor te zorgen dat de persoon in een goede voedingstoestand is en er zo min mogelijk drukverhogende of schuifkracht verhogende factoren op het weefsel in kunnen werken. Een schone droge onderlaag is belangrijk. Het afwisselen van de houding is essentieel. Hulpmiddelen ter ondersteuning van de behandeling zijn: kussens met fijne vulling in verschillende vormen, een wisseldrukmatras, gelmatras en gelkussen, watermatras of een statisch luchtmatras - alternerende matras - om de druk te verminderen en op te heffen. Ook een traagschuimmatras is een goed hulpmiddel bij de preventie van decubitus.
De zoektocht naar middelen om doorligwonden te voorkomen of te genezen is eindeloos lang. Er komen telkens weer nieuwe zaken op de markt die worden aangeprezen als het ultieme middel ter preventie van doorligwonden. Aanbevelingen om een schapenvacht als onderlaag te gebruiken of om ijskompressen te leggen gelden als verouderd en niet zinvol. Een Cochrane review van 2020 onderzoekt het effect van elektrostimulatie in de behandeling van decubitus. Deze review omvat 20 studies met 913 deelnemers. De review maakt de conclusie dat elektrostimulatie waarschijnlijk de genezing van decubituswonden en het percentage geheelde wonden (bewijs van matige zekerheid)verhoogt maar het effect op de tijdsduur tot compleet herstel en op de oppervlakte van de wond is onzeker (bewijs van erg lage zekerheid). Elektrostimulatie leidt mogelijk tot meer, veelal milde, neveneffecten (bewijs van lage zekerheid).
Er bestaan diverse 'risicoschalen' om het risico op decubitus te kunnen beoordelen. De Belgische richtlijn decubituspreventie geeft de voorkeur aan de zogenoemde Bradenschaal die rekening houdt met zes elementen: lichamelijke toestand (voedingstoestand), mentale toestand, activiteit, mobiliteit, vochtigheid (incontinentie) en wrijving/schuiven. Scores kunnen variëren tussen 6 en 23. Het meest gebruikte afkappunt bedraagt 17 (een patiënt met een score lager dan 17 wordt beschouwd als een risicopatiënt). Een lage score gaat gepaard met een hoger decubitusrisico.
In de zorg is decubitus- en wondverpleegkundige een specialisme. Sommige vergevorderde wonden kunnen chirurgische behandeling vereisen.